# Sumpigaster flavipennis
Sumpigaster flavipennis là một loài ruồi trong họ Tachinidae.